# Résistance au pliage

Un double-pli est réalisé en pliant d'abord l'éprouvette vers l'arrière puis vers l'avant jusqu'à sa position initiale (une oscillation complète).

La résistance au pliage (folding endurance en anglais) est une donnée caractéristique d'un papier. Elle est égale au logarithme décimal du nombre de double-plis produisant la rupture d'une éprouvette en papier dans des conditions normalisées.

## Définitions
Un double-pli est un pli au cours duquel le papier est plié dans un sens puis dans l'autre autour du même axe.
La résistance au pliage peut être représentée par la formule suivante :
F = log10 d
où F est la résistance au pliage et d est le nombre de double-plis.
Le nombre de plis est l'antilogarithme décimal de la résistance au pliage moyenne :
{\displaystyle f={\text{antilog}}_{10}{\frac {\textstyle \sum _{i=1}^{n}F_{i}}{n}}=10^{\frac {\textstyle \sum _{i=1}^{n}F_{i}}{n}}}
où f est le nombre de plis, Fi est la résistance au pliage pour chaque éprouvette et n est le nombre total d'éprouvettes utilisées.

## Application
La résistance au pliage est particulièrement utilisée dans le domaine des cartes géographiques, des billets de banque, des documents d'archives, etc.

## Facteurs
La direction des fibres par rapport à la ligne de pliage, le type et la densité de fibres, le type de l'appareil de test affectent, entre autres, le nombre de double-plis qu'une éprouvette peut subir.

## Mesure
Les normes utilisées pour déterminer la résistance au pliage peuvent être par exemple celles de l'organisation internationale de normalisation (ISO) ou celles de l'association américaine technique de l'industrie des pâtes à papier et papiers (Technical Association of the Pulp and Paper Industry, TAPPI).
Il existe un certain nombre d'appareils permettant la détermination de la résistance au pliage. Les plus couramment utilisés sont les appareils Köhler-Molin, Lhomargy, MIT et Schopper. 
L'angle de pliage total (autour de la ligne de pliage) diffère selon l'appareil utilisé. L'appareil Köhler-Molin fait des plis d'environ 156° de chaque côté de la ligne verticale, ce qui entraîne une oscillation complète d'environ 2 × 2 x 156° pour chaque double-pli. L'appareil MIT utilise un angle de pliage d'environ 135° de chaque côté c'est-à-dire une oscillation complète d'environ 2 x 2 x 135° pour chaque double-pli complet.